# Fort de Souville
Il Fort de Souville è un forte francese protagonista di uno degli assalti della prima guerra mondiale. Assieme al forte venne distrutto anche il villaggio di Fleury-devant-Douaumont che ancora oggi rimane disabitato e distrutto a testimonianza della grande guerra in Francia.

## La prima guerra mondiale
Per meglio difendere l'area della Lorena, durante la prima guerra mondiale e nella Battaglia di Verdun, il forte accolse la 128ª divisione francese del generale Riberpray. La 255ª brigata del colonnello Coquelin de Lisle (167º e 168º reggimento di fanteria, la prima in posizione avanzata, la seconda leggermente arretrata).
Il forte venne bombardato dai tedeschi la prima volta il 9 luglio 1916 con bombe e gas asfissianti ma le posizioni francesi riuscirono a resistere a questo primo impatto. La notte tra il 10 e l'11 luglio venne catturato un ufficiale tedesco il quale durante l'interrogatorio rivelò che il giorno seguente l'esercito imperiale avrebbe mosso un attacco al forte. Il giorno successivo, infatti, alle 5 un violento bombardamento sulle linee francese e poi un assalto colpì nuovamente il forte, anche con l'ausilio di lanciafiamme, dando luogo ad un infernale corpo a corpo tra soldati tedeschi e francesi.
Già alle 6 ad ogni modo il colonnello Coquelin de Lisle inviò un piccione viaggiatore col seguente messaggio:
«La situazione della 255ª brigata a Fleury è molto grave a causa dei bombardamenti a gas dell'attacco nemico, tutto è stato respinto e il morale è alto, ma gli uomini sono stanchi. Richiedo nuova artiglieria forte, 100 razzi rossi e 100 bianchi. La fonte di attacco principale sembra essere ubicata tra la stazione e il villaggio di Fleury.»
Con i continui bombardamenti e lanci di gas, i tedeschi riuscirono ad interrompere le comunicazioni del forte di Souville e come tale iniziarono ad avanzare verso la struttura al punto che il generale Riberpray diede l'ordine di bruciare tutti i documenti confidenziali presenti nel forte. Data la situazione disperata, il colonnello Coquelin de Lisle in persona prese un fucile ad un soldato caduto e si pose in prima linea coi suoi soldati morendo durante l'assalto.
Il 140º reggimento della Prussia Orientale fece irruzione nel forte oltrepassando le linee francesi di difesa. Il risultato dello scontro fu la morte di buona parte dei francesi e la prigionia di 80 di loro in mano tedesca.